# 马达加斯加金粉守宫
马达加斯加金粉守宫（学名：Phelsuma laticauda laticauda）是一种日间活动的壁虎，产于馬達加斯加北部和科摩羅，棲息在樹木和房屋，以昆蟲和花蜜為食。

## 描述
这种壁虎属于小型日行守宫属，身体总长可达约13厘米。颜色为鲜绿色或黄绿色，甚至很少数为蓝色。其颈部和上背部有黄色的斑点。鼻口部和头部有三条锈色的横纹，上眼皮为蓝色。其下背部有三条稍长的红色纹，尾巴稍平，腹部为灰白色。
马达加斯加金粉守宫栖息在马达加斯加北部、贝岛、科摩罗和留尼汪岛。根据麦基翁（McKeown）的研究，这个物种还被引入到塞舌尔，还有夏威夷群岛中的欧胡岛、科纳区和茂伊岛。人们还在考艾岛的西侧和夏威夷群岛东端发现了它。

## 饮食

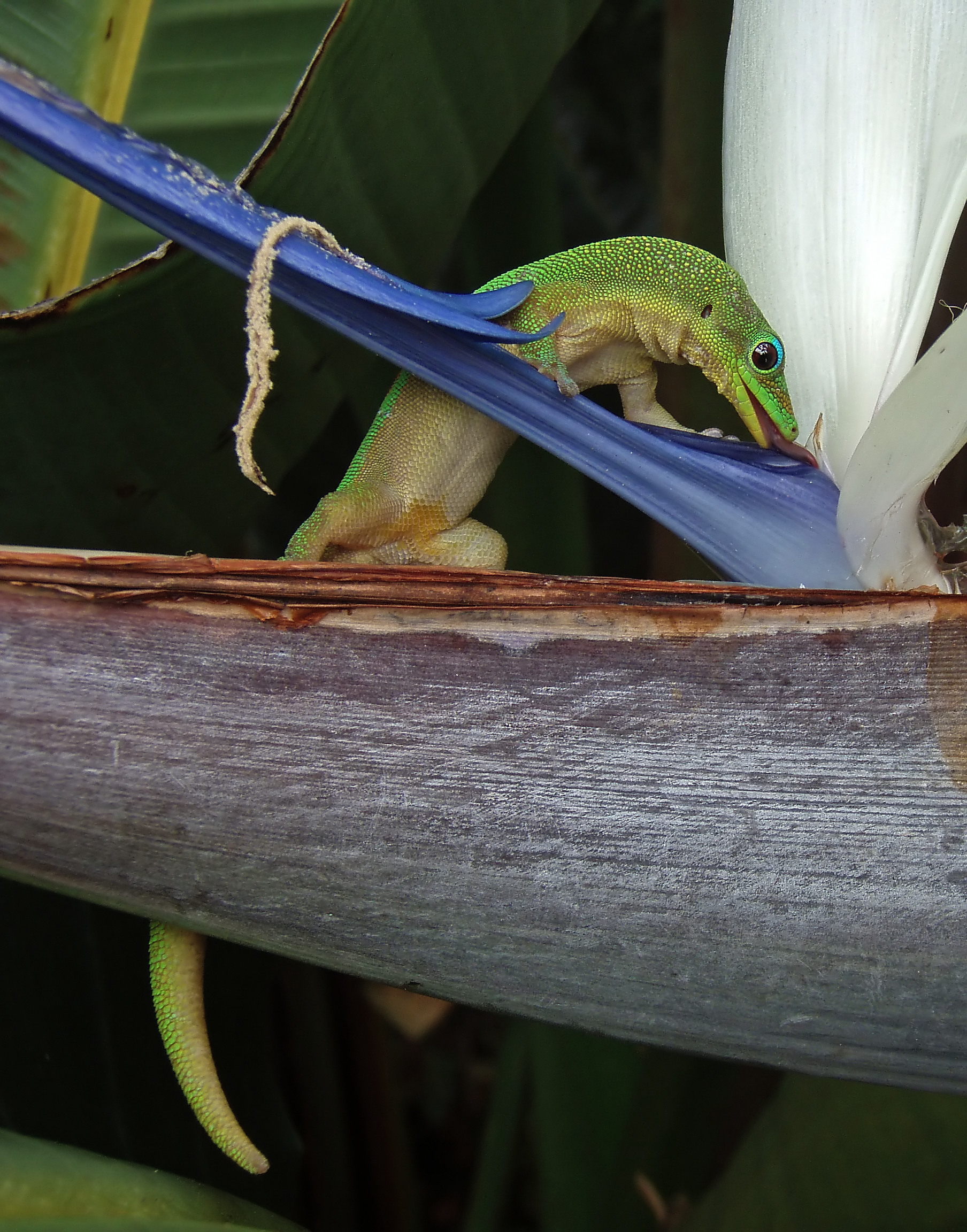
马达加斯加金粉守宫正在舔食鹤望兰的花蜜

马达加斯加金粉守宫吃各种昆虫和无脊椎动物，也吃其他个体较小的蜥蜴。它们还吃软甜的水果、花粉和花蜜，通常在一棵植物上聚集了很多个马达加斯加金粉守宫。

## 行为
这个物种的雄性相当具有攻击性且好斗。它们不接受其他雄性作为邻居。在人工饲养的情况下，雌性无法逃避，雄性也会严重伤害雌性。在这种情况下，雄性和雌性必须分开。

## 繁殖
雌性最多产5对蛋。在28度的温度时，孵化的时间约为40-45天。未成年的个体长度约为55-60毫米，虽然还没有长大但是已经很好斗，因此它们必须被分开。生长到10-12个月时性成熟。

## 人工饲养
这种动物人工饲养时需单独或成对饲养，并需要一个较大的，种满植物的玻璃容器。白天温度保持在28度，夜间约为20度，湿度保持在65-75%之间。可以喂食蟋蟀、蜡蠕虫（蜡蛾）、果蝇、蛆、膳食蠕虫和家蝇、果泥。